# Anilocra occidentalis
Anilocra occidentalis là một loài chân đều trong họ Cymothoidae. Loài này được Richardson miêu tả khoa học năm 1899.